# Штадтольдендорф
Штадтольдендорф (нем. Stadtoldendorf) — город в Германии, в земле Нижняя Саксония.
Входит в состав района Хольцминден. Подчиняется управлению Штадтольдендорф. Население составляет 5479 человек (на 31 декабря 2010 года). Занимает площадь 24,86 км². Официальный код — 03 2 55 034.
| Год  | Население |
| ---- | --------- |
| 1990 | 5807      |
| 1995 | 6325      |
| 2000 | 6473      |
| 2005 | 6043      |
| 2010 | 5599      |